# Maleducazione (singolo)
Maleducazione è un singolo del cantautore italiano Tananai, pubblicato il 17 settembre 2021 come secondo estratto dal secondo album in studio Rave, eclissi.

## Descrizione
Il brano, scritto dallo stesso cantautore con Enrico Wolfgang Leonardo Cavion, è prodotto dallo stesso Tananai.

## Video musicale
Il video musicale, diretto dallo stesso Tananai, è stato pubblicato il 20 settembre 2021 attraverso il canale YouTube del cantautore.

## Tracce
Testi e musiche di Alberto Cotta Ramusino ed Enrico Wolfgang Leonardo Cavion.
1. Maleducazione – 2:33